# نيكلباك
نيكيلباك بالإنجليزية Nickelbackهي فرقة هارد روك كندية اسست في هانا، ألبرتا عام 1995 من قِبل:
- تشاد كروغر - Chad Kroeger
- مايك كروغر - Mike Kroeger
- راين بيكي - Ryan Peake
- دانيال أدير - Daniel Adair

وقديما قبل تلاكه الفريق
- برادون كروجار - Brandon Kroeger

رغم أن مؤسسي الفرقة ينحدرون من هانا إلى انهم مستقرون الآن بفانكوفر، بريتش كولومبيا، كندا. وقعت الشركة مع اي ام أي للمبيعات في كندا ورودرانر ريكوردس لباقي العالم. Nickelback هي واحده من أكثر الفرق الكندية نجاحا حيث باعت الفرقة 50 مليون إسطوانة في أنحاء العالم، وصنفت في أحد المرات كأحد أكثر الفرق ارباح مبيعات في الولايات المتحدة

## ألبومات الفرقة
- Curb 1996
- The State 1998
- Silver Side Up 2001
- 2003 The Long Road
- All the Right Reasons 2005
- Dark Horse2008
- Here and Now 2011
- No Fixed Address 2014

## روابط خارجية
- نيكلباك على موقع IMDb (الإنجليزية)
- نيكلباك على موقع ميوزك برينز (الإنجليزية)
- نيكلباك على موقع رولينغ ستون (الإنجليزية)
- نيكلباك على موقع أول ميوزيك (الإنجليزية)
- نيكلباك على موقع ديسكوغز (الإنجليزية)